# Taddeo Alderotti

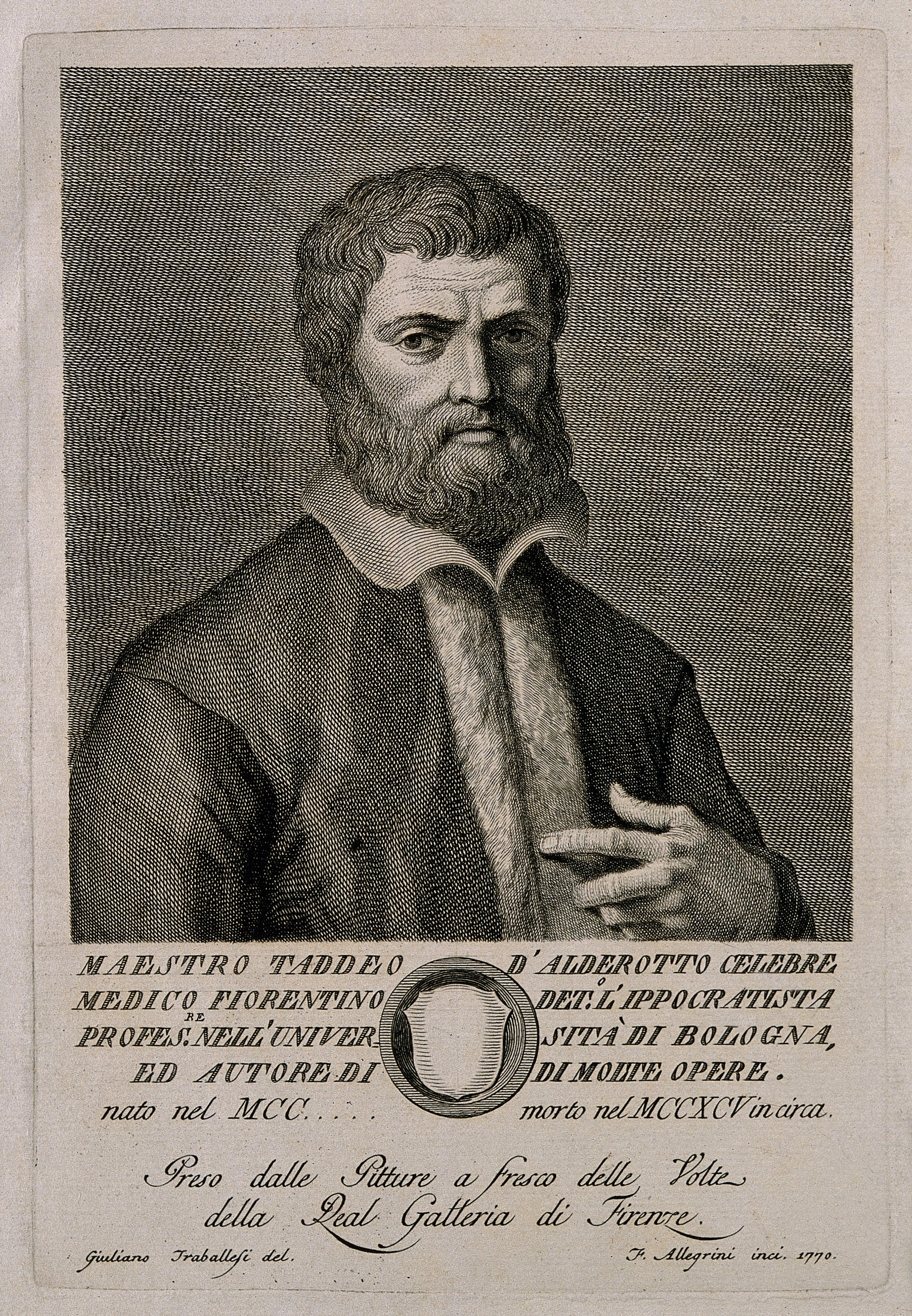
Taddeo Alderotti (Darstellung von 1770)

Taddeo Alderotti (auch: Thaddaeus Alderottus, Thaddäus Florentinus und Taddeo degli Alderoni) (* zwischen 1205 und 1223 in Florenz; † 1295 oder 1303 in Bologna) war ein italienischer Arzt, Professor der Medizin, Gründer einer medizinischen Schule und damit der dritten, der medizinischen, Universität in Bologna. Er gehörte wie Pietro d’Abano und der Florentiner Niccolo Falcucci († 1412) zu den medizinischen Schriftstellern des ausgehenden Mittelalters, die sich aufgrund eigener Erfahrung und Forschung gegen autoritäre Überlieferungen auflehnten. Wie später Gabriel von Lebenstein befasste er sich insbesondere mit alkoholischen Destillaten bzw. Branntwein.

## Leben
Alderotti stammt aus einer Florentiner Familie, deren Mitglieder sich wundärztlich betätigten. Er soll als Kind armer Leute zwischen 1205/1206 und 1223 geboren und bis zu seinem 30. Lebensjahr Analphabet gewesen sein. In seiner Jugend erwarb er seinen Lebensunterhalt durch den Verkauf von Kerzen und Devotionalien vor den Florentiner Kirchen. Um 1250 begann er in Bologna zunächst autodidaktisch Medizin zu studieren und wurde dort schließlich Arzt.
1260 begann er, in Bologna Medizin zu unterrichten, das während des vorhergehenden Jahrhunderts als Bildungszentrum für ganz Europa entstand. Dort hatte der Kaiser des Heiligen Römischen Reiches Deutscher Nation Kaiser Friedrich I. Barbarossa 1158 die erste westliche Universität begründet. Zu dieser Zeit hatte die Stadt angefangen, eine Gemeinschaft der medizinischen Studenten zu entwickeln.
1264 destillierte Alderotti in Bologna Wein zu Branntwein und beeinflusste damit z. B. auch Arnaldus von Villanova, dem meist die Einführung von Alkohol (Aqua ardens oder Aqua Vita) in die Medizin zugeschrieben wird. Alderotti beschrieb erstmals einen fortgeschrittenen Destillierapparat (Alembik) mit gewundenem Ausgangsrohr, das flüssiggekühlt wurde und damit prinzipiell für Alkoholbrennen geeignet war.
Jahre später beschrieb Dante Alighieri ihn in seiner göttlichen Komödie (XII, 82–85) als „Hippocratist“, d. h. Nachfolger von Hippokrates. Er gilt als Vorbild Alderottis und wie Hippokrates suchte dieser die Ursachen für Krankheit in der Wissenschaft anstatt in der Religion. Taddeo Alderotti führte auch Hippokrates’ Praxis wieder ein, die Medizin am Kopfende des Patienten zu unterrichten.
Taddeo Alderotti war ein früher Verfechter der ernsten medizinischen Studie und der Praxis. Er bemühte sich zwischen 1274 und 1288 darum, dass die Stadtbehörden die rechtliche Stellung der medizinischen Lehrer und Studenten auf die ihrer Kollegen in der juristischen Fakultät erweiterten.
Unter seinen Büchern waren die Consilia, eine Reihe von Fallstudien, die neben ärztlichen Gutachten über jeden Fall dargestellt wurden.
Ferner gilt er als einer der Begründer der italienischen Schriftsprache.
Zu seinen Schülern zählten u. a. Tommaso del Garbo, Dino del Garbo, Gentile da Foligno, Bartolomeo da Varignana, Mondino dei Luzzi und Pietro Torrigiano Rustichelli. Indirekt beeinflusste er Pietro de Tussignana und Bavarius de Bavariis.

## Schriften
- De conservatione sanitatis
- In Claudii Galeni artem parvam commentarii
- De virtutibus aquae vitae (Von den Tugenden des Lebenswassers)